# Parameletus minor
Parameletus minor är en dagsländeart som först beskrevs av Simon Bengtsson 1909.  Parameletus minor ingår i släktet Parameletus, och familjen simdagsländor. Arten är reproducerande i Sverige.